# Homodimer
Homodimery jsou dimery, jejichž obě monomerové složky jsou stejné. Rozdělují se podle druhů těchto monomerů.

## Rozdělení
- homodipeptidy – složené ze 2 stejných aminokyselin

- homodisacharidy – složené ze 2 stejných monosacharidů
  - maltóza (2 glukózy spojené 1,4-glykosidovou vazbou)
  - trehalóza (2 glukózy spojené 1,1-glykosidovou vazbou)

- ostatní
  - dimerní formy oxidů, např. P4O10, N2O4 a sulfidů, např. P4S10.